# Systeloglossum bennettii
Systeloglossum bennettii là một loài thực vật có hoa trong họ Lan. Loài này được (Garay) Dressler & N.H.Williams miêu tả khoa học đầu tiên năm 1970.